# Pumi
A pumi ma már a puli mellett Magyarország egyik legismertebb terelőkutyája. Kiváló kísérő- és sportkutya.

## Története

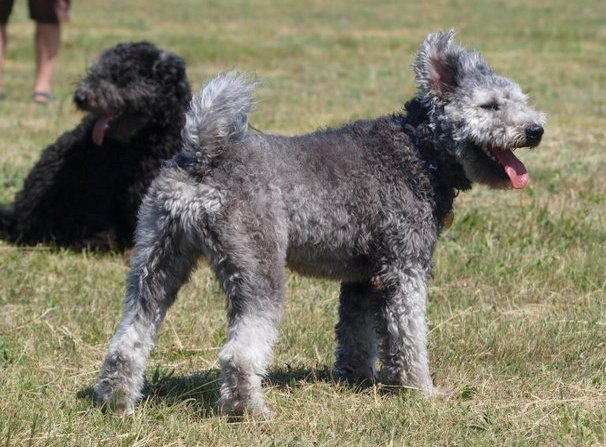
Két fiatal kan pumi a fűben

A pumi őshonos kutyafajtánk, hazánk területén, a 17-18. század folyamán alakították ki a puli és a merinói juhnyájakat hazánkba kísérő terrier jellegű pásztorkutyák kereszteződéséből. Így jött létre a pulinál rövidebb szőrű, lebicsakló fülű terelőkutya, amely gyorsan népszerű lett a pásztorok között, hiszen minden jószág mellett használható volt. A pumi elnevezést, amely valószínűleg Pomeránia nevéből származik, először 1795-ben írták le, majd Pethe Ferenc is megemlíti a Természet Históriája című művében 1815-ben. Első ismert tenyésztője gróf Festetics Sámuel volt.
Sokáig a pulit és a pumit nem tekintették különálló fajtáknak, csak 1920-ban történt meg a két fajta elkülönítése. A pumi első fajtaleírását 1924-ben dr. Raitsits Emil készítette. A második világháború után az 1960-as években kezdődött újra a tenyésztés, meglehetősen heterogén küllemű egyedekkel. Az Ócsag Imre által irányított nemesítés sokat javított a fajta megjelenésén.
A pumi a kilencvenes évekig viszonylag ismeretlen maradt hazánkban, miközben a skandináv országok lakói, elsősorban a finnek megkedvelték ezt a fajtát. Hasonlóan a mudihoz, ebben a fajtában is felismerték azokat az értékeket, amelyeket a természetkedvelő északiak keresnek egy kutyában. A kilencvenes évek vízválasztó abból a szempontból is, hogy a pumi szinte robbanásszerűen ismert lett Magyarországon is, nem utolsósorban az agility elterjedésének, ismertségének köszönhetően, hiszen a pumit szinte erre a sportra találták ki. Számos törzskönyvezett pumi ma is pásztorok mellett dolgozik. A fajta törzskönyve ma is nyitott.

## Külleme és jelleme
A pumi közepesnél kisebb méretű kutya, amely megjelenésében le sem tagadhatná a terrier ősöket. Szőrzete 4–7 cm hosszú, tincses, nem nemezesedik, de rendszeres ápolást igényel: ajánlatos olykor trimmelni és ollóval igazítani. Leggyakrabban a szürke különböző árnyalataiban fordul elő, de van fehér, fekete és fakó színű is.
A pumi egy négy lábon járó vitalitásbomba, amelynek energiája kimeríthetetlen. Rendkívül éber, véleményének mindig hangos csaholással, ugatással ad hangot. Nagyfokú mozgásigényét leginkább kertes házban képes kielégíteni, lakásban csak az tartsa, aki naponta több órát tud rá szánni. Gyorsan tanul, hihetetlenül mozgékony, ideális a különböző kutyás sportok űzésére. Szeret szerepelni, a figyelem középpontjában lenni, „bohóckodni”, ezért elsősorban aktív, mozgalmas életet élő családoknak ajánlható.

## Képek

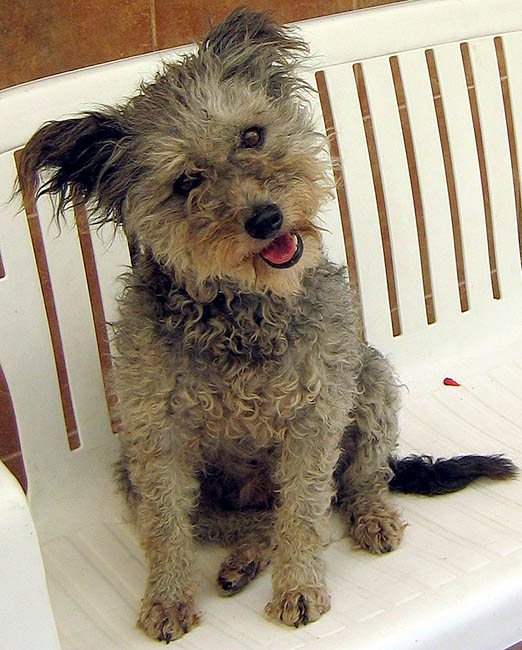
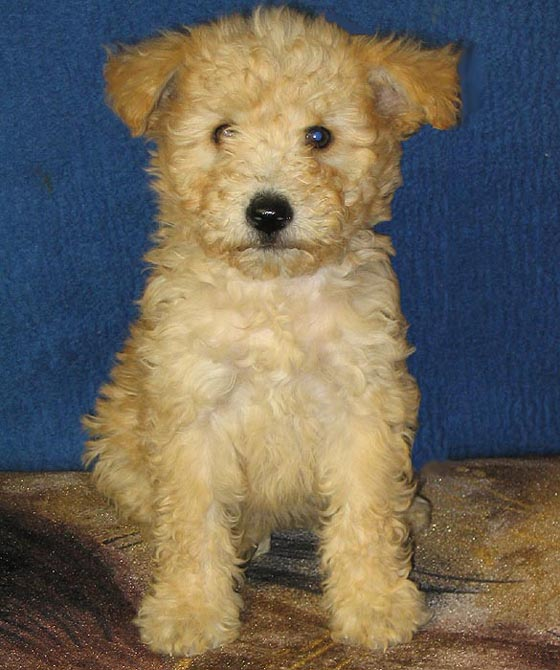
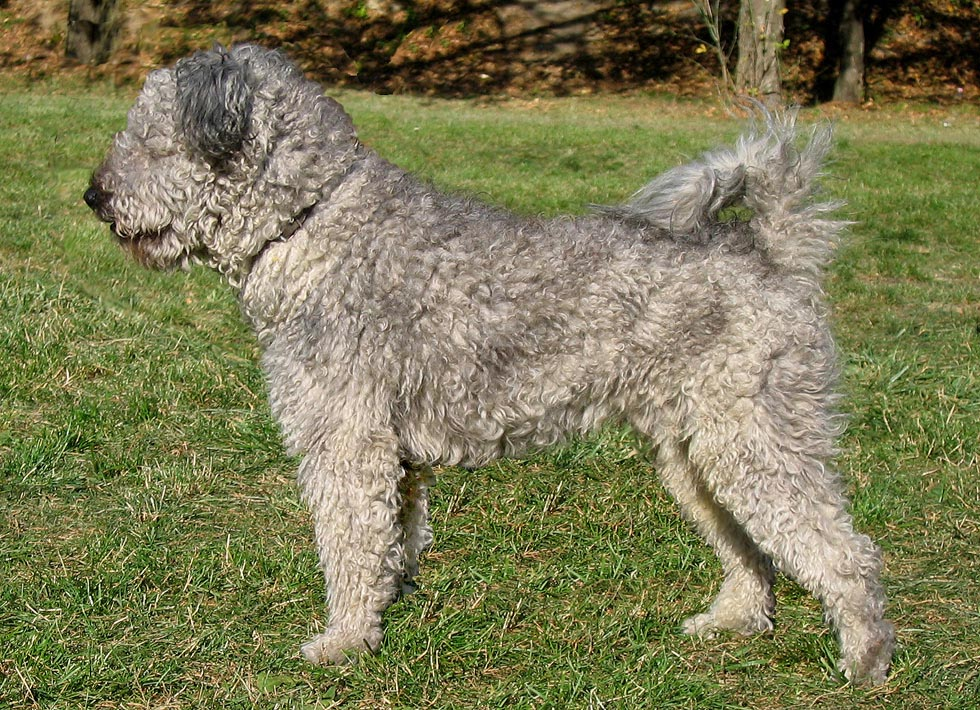
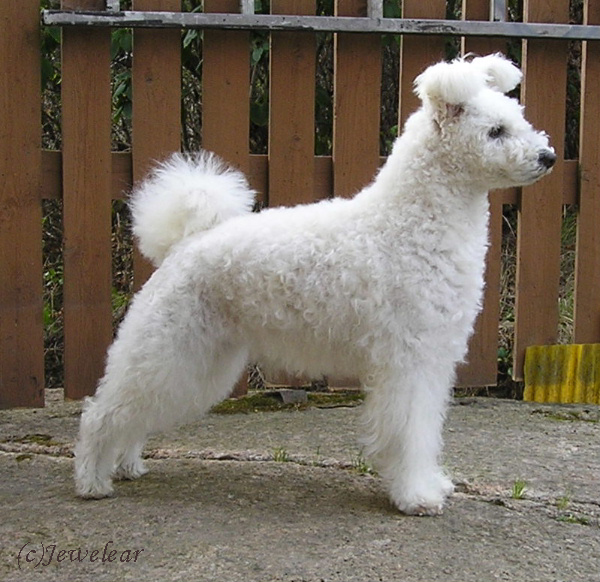
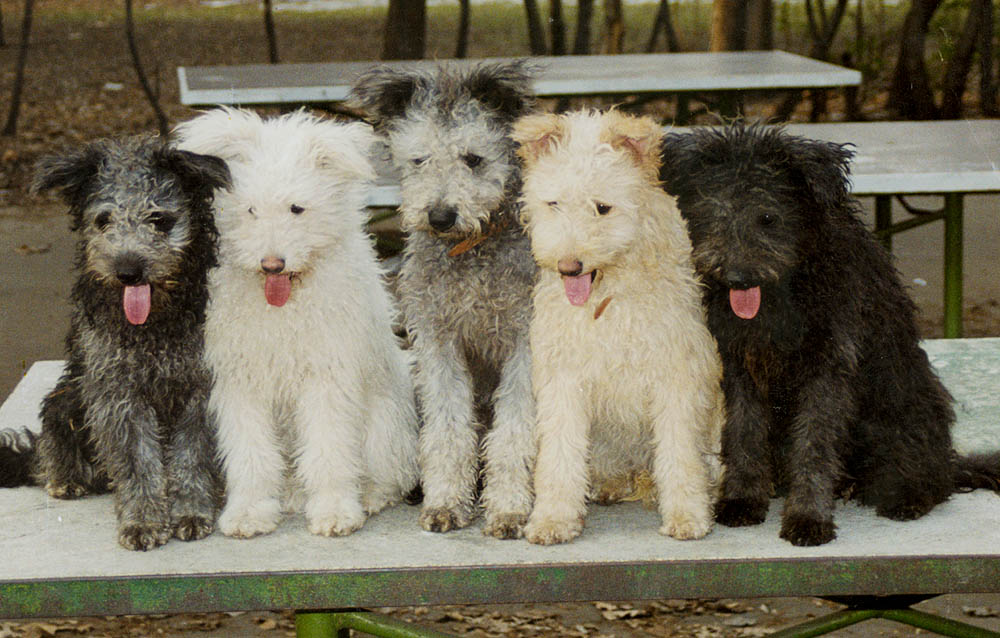
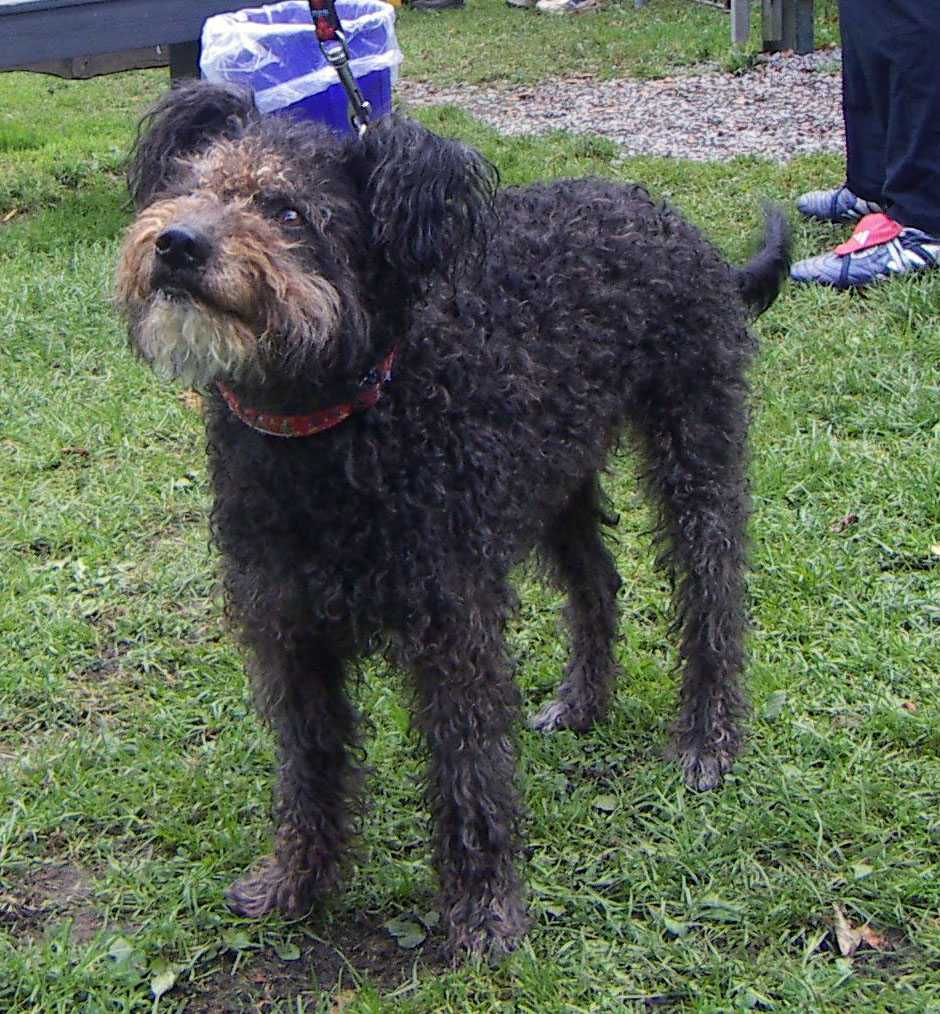
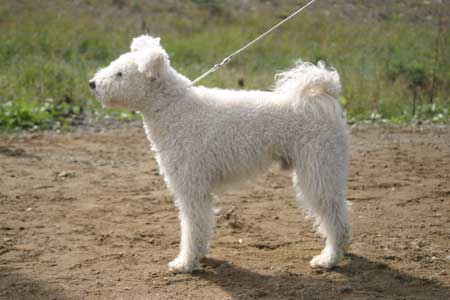
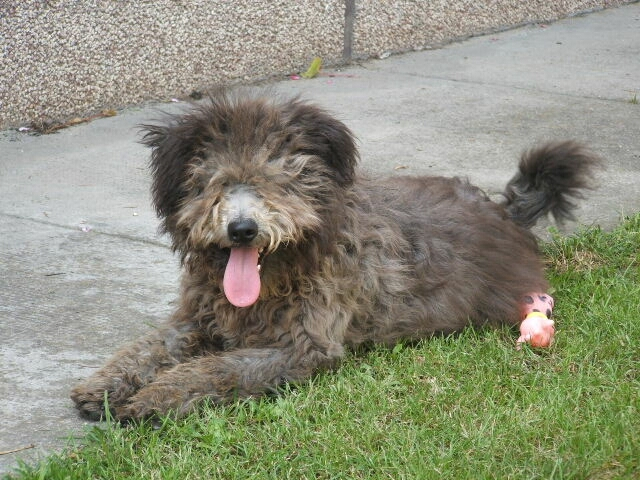

## Méretei
Marmagasság: kan: 41–47 cm, szuka: 38–44 cm
Testtömeg: 8–15 kg
Várható élettartam: 12-14 év

## Rokon fajták
- Puli
- Mudi